# ジョナ・ヒル
ジョナ・ヒル・フェルドスタイン（Jonah Hill Feldstein, 1983年12月20日 - ）は、アメリカ合衆国の俳優・映画監督・脚本家・声優・コメディアン。

## 生い立ち
カリフォルニア州ロサンゼルス出身のユダヤ系アメリカ人。兄のジョーダン・フェルドスタインはマルーン5の元マネージャーであったが、2017年に死去した。妹は女優のビーニー・フェルドスタイン。母親は衣裳デザイナー兼スタイリストで、父親はコンサートツアー専門の税理士だった。両親とも、もともとはニューヨーク出身。

## キャリア
サンタモニカにある高校を卒業後、ニューヨークのニュースクール大学で演技を学び、「ブラック・アンド・ホワイト」というバーで自作の一人芝居を演じていたところ、友人の父であるダスティン・ホフマンにオーディションを受けるよう勧められ、2004年に『ハッカビーズ』で映画デビューする。その後、スティーヴ・カレルの出世作『40歳の童貞男』やアダム・サンドラー主演の『もしも昨日が選べたら』などのコメディ映画へ出演してキャリアを重ねていく。2007年には『無ケーカクの命中男/ノックトアップ』や『スーパーバッド 童貞ウォーズ』などのヒット作に立て続けに出演。2011年の映画『マネーボール』でブラッド・ピット演じるビリー・ビーンの若手の助手を演じ、その演技が評価され第84回アカデミー賞助演男優賞にノミネートされた。また、2013年の映画『ウルフ・オブ・ウォールストリート』ではレオナルド・ディカプリオ演じるジョーダン・ベルフォートの相棒を演じ、再びアカデミー助演男優賞にノミネートされた。いずれも受賞は果たせていない。
近年では、コメディ映画以外でも前述の『マネーボール』やクエンティン・タランティーノ監督・脚本の『ジャンゴ 繋がれざる者』へ出演するなど、その演技の幅を広げている。

### 監督・脚本家として
もともとは脚本家志望でもあったことで、現在は脚本家としても活動している。そのうちの一つとしてチャニング・テイタムと共演した『21ジャンプストリート』でも主演のほかに共同脚本としてクレジットされている。2018年には、『Mid90s ミッドナインティーズ』で映画監督デビューを果たした。

## 私生活

### ダイエットについて
2011年に大幅に体重を減らしたことに関するインタビューで、それが日本食によるものであること、また「太った未熟な青年」のイメージを払拭し、コメディアンではなく、30歳を前にシリアスな演技もできる大人の俳優として見て欲しいと答えている。

## 主な作品
※役名の太字表記は主演。

### 映画
| 年   | 題名                                                                          | 役名                        | 備考 | 吹替               |
| ---- | ----------------------------------------------------------------------------- | --------------------------- | --- | ------------------ |
| 2004 | ハッカビーズ I Heart Huckabees                                                | ブレット                    | | TBA                |
| 2005 | 40歳の童貞男 The 40 Year Old Virgin                                           | eBayの顧客                  | | TBA                |
| 2006 | もしも昨日が選べたら Click                                                    | ベン・ニューマン（17歳時）  | 日野聡 |                    |
| 2006 | トラブル・カレッジ 大学をつくろう! Accepted                                   | シャーマン・シュレイダー    | 遠藤純一 |                    |
| 2006 | 素敵な人生のはじめ方 10 Items or Less                                         | パッキー                    | かわのをとや |                    |
| 2007 | 無ケーカクの命中男/ノックトアップ Knocked Up                                  | ジョナ                      | 桜井敏治 |                    |
| 2007 | エバン・オールマイティ Evan Almighty                                          | ユージーン                  | TBA |                    |
| 2007 | スーパーバッド 童貞ウォーズ Superbad                                          | セス                        | 桜井敏治 |                    |
| 2008 | ホートン ふしぎな世界のダレダーレ Horton Hears a Who!                         | トミー                      | 桜井敏治 | 声の出演           |
| 2008 | 寝取られ男のラブ♂バカンス Forgetting Sarah Marshall                           | マシュー                    | 桜井敏治 |                    |
| 2009 | ナイト ミュージアム2 Night at the Museum: Battle of the Smithsonian           | ブランドン/ブラゥンダン     | クレジットなし | 高木渉             |
| 2009 | 素敵な人生の終り方 Funny People                                               | レオ・ケーニッヒ            | | 宮崎好軌           |
| 2009 | ウソから始まる恋と仕事の成功術 The Invension of Lying                         | フランク・フォーセット      | かぬか光明 |                    |
| 2010 | 僕の大切な人と、そのクソガキ Cyrus                                            | サイラス                    | こぶしのぶゆき |                    |
| 2010 | ヒックとドラゴン How to Train Your Dragon                                     | スノット                    | 声の出演 | 淺井孝行           |
| 2010 | 伝説のロックスター再生計画! Get Him to the Greek                              | アーロン・グリーン          | | 桜井敏治           |
| 2010 | メガマインド Megamind                                                         | ハル・スチュアート/タイタン | 声の出演 | 木村昴             |
| 2011 | マネーボール Moneyball                                                        | ピーター・ブランド          | 第84回アカデミー賞助演男優賞ノミネート 第69回ゴールデングローブ賞助演男優賞ノミネート 第65回英国アカデミー賞助演男優賞ノミネート | 桜井敏治           |
| 2011 | ピンチ・シッター The Sitter                                                   | ノア・グリフィス            | 兼製作総指揮 | 勝杏里             |
| 2012 | 21ジャンプストリート 21 Jump Street                                           | モートン・シュミット        | 兼原案・脚本・製作総指揮 | 奈良徹             |
| 2012 | エイリアン バスターズ The Watch                                               | フランクリン                | | 遠藤純一           |
| 2012 | ジャンゴ 繋がれざる者 Django Unchained                                        | ランディ                    | TBA |                    |
| 2013 | ウルフ・オブ・ウォールストリート The Wolf of Wall Street                      | ドニー・アゾフ              | 第86回アカデミー賞助演男優賞ノミネート                                                                                           | 桜井敏治           |
| 2013 | ディス・イズ・ジ・エンド 俺たちハリウッドスターの最凶最期の日 This Is the End | 本人                        | | アントニー         |
| 2014 | LEGO ムービー The Lego Movie                                                  | グリーンランタン            | 声の出演 | 岩崎ひろし         |
| 2014 | 22ジャンプストリート 22 Jump Street                                           | モートン・シュミット        | 兼原案・製作 | 奈良徹             |
| 2015 | トゥルー・ストーリー True Story                                               | マイケル・フィンケル        | | （吹き替え版なし） |
| 2016 | ヘイル、シーザー! Hail, Caesar!                                               | ジョー・シルヴァーマン      | あべそういち |                    |
| 2016 | ソーセージ・パーティー Sausage Party                                          | カール                      | 声の出演 | 最上嗣生           |
| 2016 | ウォー・ドッグス War Dogs                                                     | エフレム・ディベロリ        | 第74回ゴールデングローブ賞主演男優賞（ミュージカル・コメディ部門）ノミネート                                                     | 奈良徹             |
| 2018 | ドント・ウォーリー Don't Worry, He Won't Get Far on Foot                      | ドニー                      | | （吹き替え版なし） |
| 2018 | Mid90s ミッドナインティーズ Mid90s                                            | N/A                         | 監督・脚本・製作 | N/A                |
| 2019 | レゴ ムービー 2 The Lego Movie 2: The Second Part                             | グリーンランタン            | 声の出演 | 岩崎ひろし         |
| 2019 | ビーチ・バム まじめに不真面目 The Beach Bum                                   | ルイス                      | | （吹き替え版なし） |
| 2019 | リチャード・ジュエル Richard Jewell                                           | N/A                         | 製作（当初は主演と兼任の予定だった）                                                                                             | N/A                |
| 2021 | ドント・ルック・アップ Don't Look Up                                          | ジェイソン・オルレアン      | | 奈良徹             |
| 2023 | ユー・ピープル 〜僕らはこんなに違うけど〜 You People                          | エズラ                      | 落合福嗣 |                    |
| 2024 | Y2K                                                                           | N/A                         | 制作 | N/A                |
| TBA  | Outcome                                                                       | Ira Slitz                   | 監督・脚本・製作 |                    |

### ドラマ
| 年        | 題名                                                                                   | 役名                   | 備考                                   | 吹替     |
| --------- | -------------------------------------------------------------------------------------- | ---------------------- | -------------------------------------- | -------- |
| 2004      | NYPDブルー NYPD Blue                                                                   | クリーク               | 第12シーズン第5話「You're Buggin' Me」 |          |
| 2008-2018 | サタデー・ナイト・ライブ Saturday Night Live                                           | 本人/ホスト            | 計5回出演                              | N/A      |
| 2018      | マニアック Maniac                                                                      | オーウェン・ミルグリム | 計10話出演 兼製作総指揮                | 落合福嗣 |
| 2022      | ウイニング・タイム -レイカーズ帝国の誕生- Winning Time: The Rise of the Lakers Dynasty | N/A                    | 計1話監督                              | N/A      |
| 2024-     | ソーセージ・パーティー 〜理想郷 フードトピア〜 Sausage Party: Foodtopia                | N/A                    | 製作総指揮                             | N/A      |
| 2025-     | Overcompensating                                                                       | N/A                    | 製作総指揮                             | N/A      |
| 2025-     | The Mortician                                                                          | N/A                    | 製作総指揮                             | N/A      |

## 日本語吹き替え
『無ケーカクの命中男/ノックトアップ』以降は多くの作品で桜井敏治が担当している。